# Alexander Katan
Alexander Katan (Rotterdam, 18 november 1899 – Mauthausen, 27 januari 1943) was een Joods-Nederlandse accountant, vertaler en leraar. Nadat hij werd vermoord door de nazi's in de Holocaust werden foto's van hem nog lange tijd in diverse musea tentoongesteld.

## Biografie
Katan werd geboren in een Joods gezin met acht kinderen. Hij was kleiner dan een meter door een aangeboren aandoening, chondrodystrophie. Hij gebruikte een rolstoel.
Als volwassene verhuisde hij naar Leeuwarden en trad in het huwelijk met Julia Sophie Elze. Zij kwam ook uit een gezin met acht kinderen. Na verscheidene jaren in België te hebben gewerkt, kwam zij eind jaren twintig weer naar Rotterdam, waar Katan en zij elkaar ontmoetten. Zij was ook klein. In 1930 kregen ze een zoon, Alphons. Hij was van gemiddelde lengte. 
Katan wijdde zich aan zijn studie en beheerste uiteindelijk zes talen. Hij werkte als accountant en vertaler. Daarnaast gaf hij thuis les  en bouwde met zijn vrouw een landelijk instituut voor schriftelijk onderwijs op.

## Holocaust
Alexander Katan werd door de Nederlandse politie opgepakt en enkele maanden opgesloten in de strafgevangenis van Leeuwarden, vermoedelijk omdat hij en zijn gezin weigerden de Jodenster te dragen die voor alle Joden verplicht was. Zijn echtgenote en zijn zoon werden kort erna ook gearresteerd.
In juli 1942 werd Katan naar Kamp Amersfoort afgevoerd. Enkele maanden later, op 3 november 1942, kwam hij aan in concentratiekamp Mauthausen. Hij kreeg nummer 13992 toegekend.
Kort na zijn aankomst begonnen de 'rassen-onderzoekers' en de kampdokters hem te onderwerpen aan medische experimenten. Ook fotografeerden ze hem, eerst gekleed in zijn gevangeniskleding, daarna naakt. Ze beschouwden zijn kleine gestalte en gebogen ruggengraat als de belichaming van de "Joodse ontaarding". Op 27 januari 1943 werd Katan omgebracht met een injectie in het hart, in opdracht van Karl-Joseph Gross. Gross behield zijn skelet om het tentoon te stellen. Universitair onderzoekers in de culturele antropologie (volkenkunde) bezochten regelmatig de concentratiekampen om skeletten en preparaten van organen en andere weefsels te onderzoeken. Het skelet werd overgebracht naar de medische academie van de SS in Graz. Kamparts Eduard Krebsbach stuurde ook twaalf foto's van Katan naar die academie.
Katans echtgenote werd naar concentratiekamp Ravensbrück gestuurd en vervolgens naar concentratiekamp Auschwitz. Bij aankomst werd zij onmiddellijk omgebracht in een gaskamer, op 29 november 1942. Josef Mengele werkte nog niet in Auschwitz op het moment dat Sophie daarheen werd gebracht; later zou Mengele berucht worden vanwege zijn medische experimenten bij mensen met dwerggroei.
Hun zoon Alphons werd naar kamp Westerbork gebracht maar werd uiteindelijk vrijgelaten door de inspanningen van zijn tante, die om hem vrij te krijgen tegenover de Duitsers beweerde dat Alphons niet de zoon van Katan was, en dat je dat kon zien omdat hij een gemiddelde lengte had.

## Na de oorlog
Na de oorlog stichtte Hans Maršálek, een overlever van kamp Mauthausen, Kampgemeenschap Mauthausen (Duits: Lagergemeinschaft Mauthausen), de Oostenrijkse organisatie van overlevenden van Mauthausen. Hij speelde een grote rol bij het oprichten van het Mauthausen-monument (1946) en de oprichting van het Mauthausen Museum. Het museum werd geopend op 3 mei 1975, precies 30 jaar na de bevrijding van het kamp. Vier foto's werden prominent tentoongesteld in het museum: een van Katan in zijn gevangeniskleding, twee waarop Katan naakt is en een van zijn skelet.
Alphons Katan bezocht het museum in 1994. Hij ging ervan uit dat het kamp zijn vaders laatste rustplaats was. Het vervulde hem met afschuw dat deze foto's tentoongesteld werden. Hij heeft zich ingespannen om die foto's daar weg te laten halen, wat uiteindelijk gelukt is. Daarnaast wilde hij het skelet van zijn vader laten begraven, maar dat is nog steeds niet teruggevonden.
Documentairemaker Hedda van Gennep publiceerde in 2000 de film Dood Spoor? waarin het verhaal wordt verteld van de zoektocht en inspanningen van Alphons om de foto's weg te laten halen.
Ter nagedachtenis aan zijn ouders heeft hun zoon Alphons op 13 april 2012 stolpersteine (struikelstenen) voor hun vroegere woning in de Transvaalstraat in Leeuwarden gelegd.
De naam van Alexander Katan staat vermeld op het Holocaust Namenmonument in Amsterdam.